# Orobancheae
Orobancheae Lamarck & de Candolle, 1806 è una tribù di piante spermatofite dicotiledoni parassite appartenenti alla famiglia delle Orobanchaceae.

## Etimologia
Il nome della tribù deriva da due termini greci òrobos (= legume) e anchéin (= strozzare) e indicano il carattere parassitario di buona parte delle piante di questo gruppo a danno delle Leguminose (nell'antica Grecia questo nome era usato per una pianta parassita della "veccia" - Vicia sativa).
Il nome scientifico della tribù è stato definito dal naturalista, zoologo, botanico enciclopedista e chimico francese Jean-Baptiste Lamarck (1744 – 1829) insieme al botanico e micologo svizzero Augustin Pyrame de Candolle (1778 – 1841) in una pubblicazione del 1806.

## Descrizione

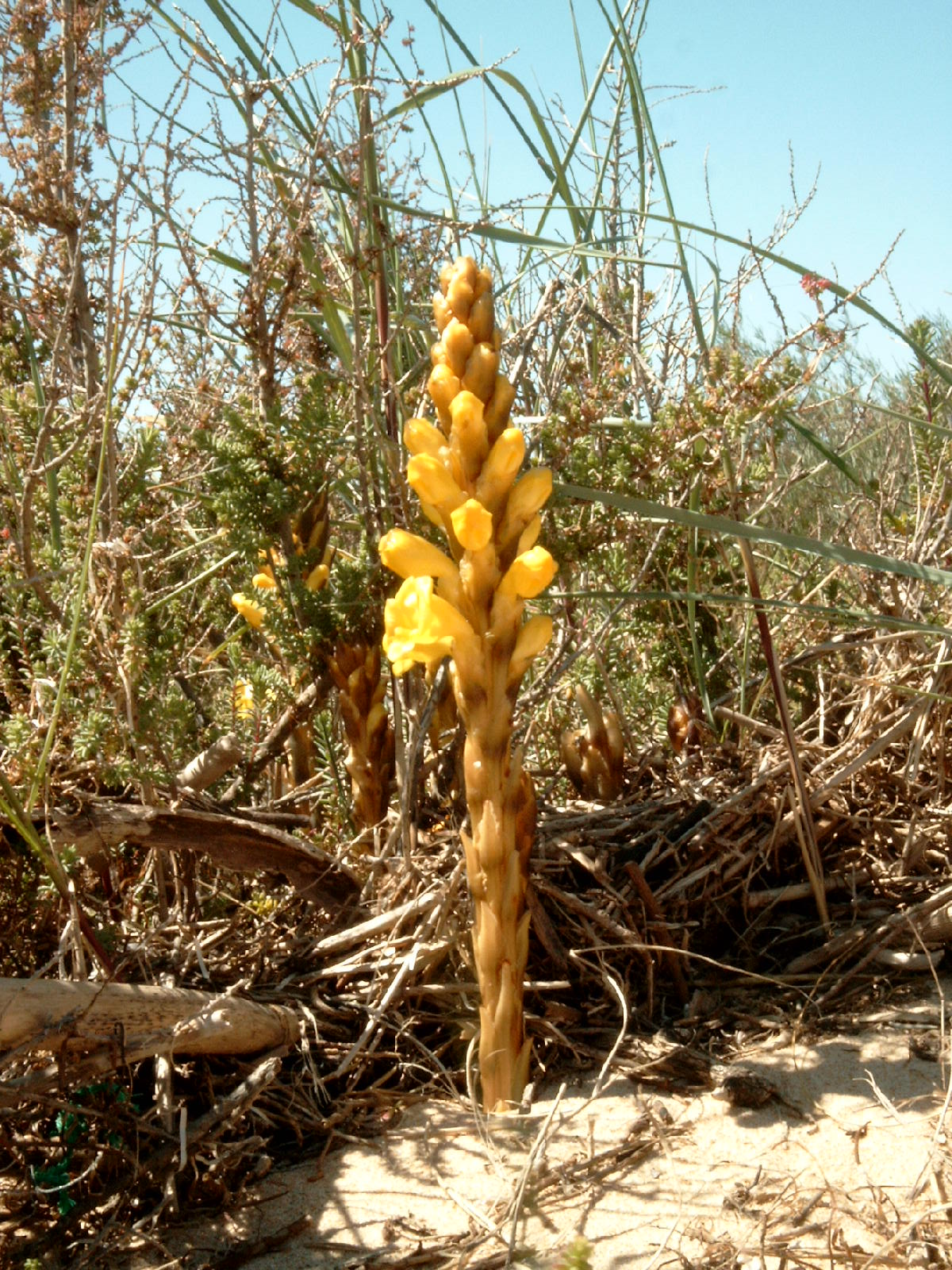
Il portamento
(Cistanche phelypaea)

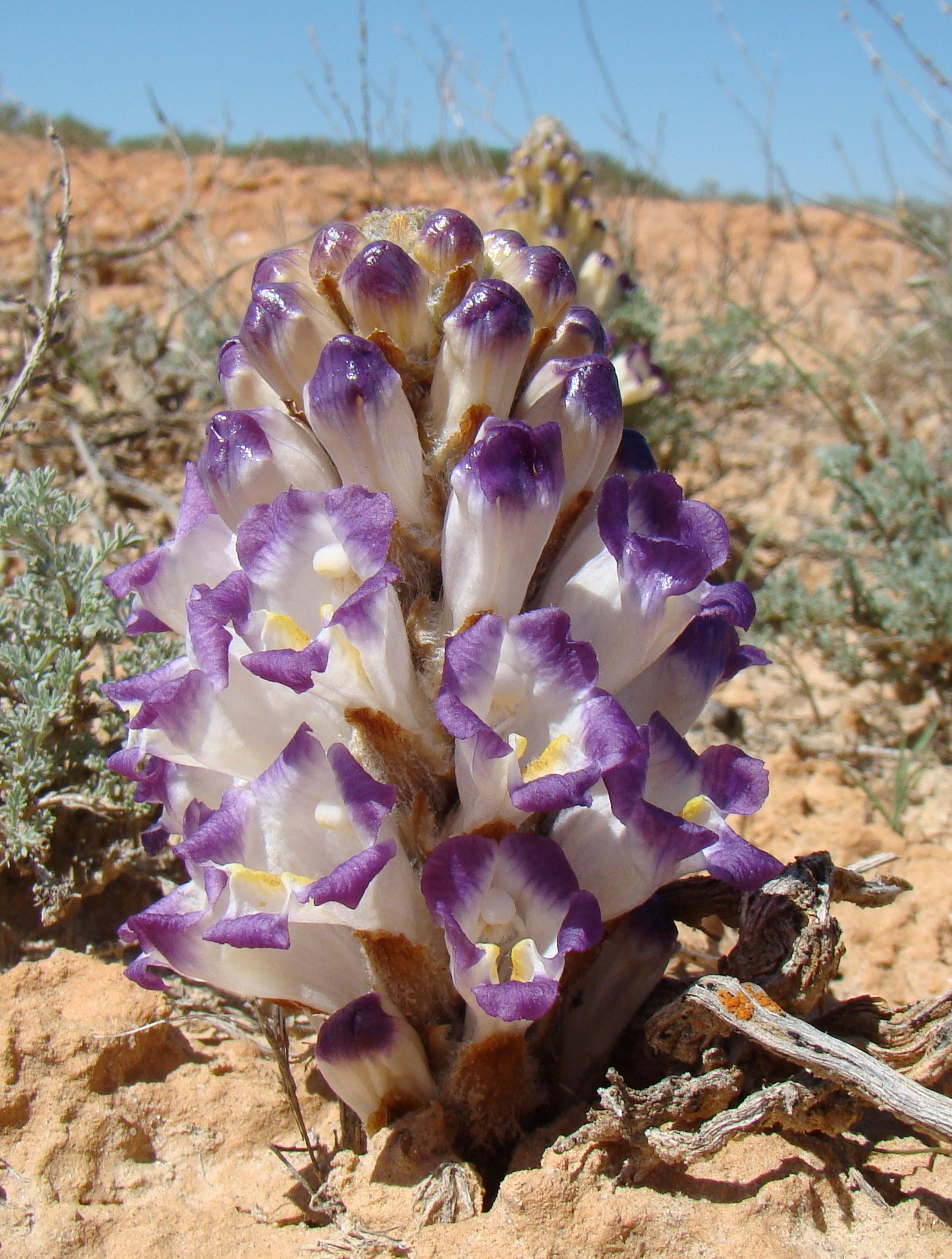
Infiorescenza
(Cistanche salsa)

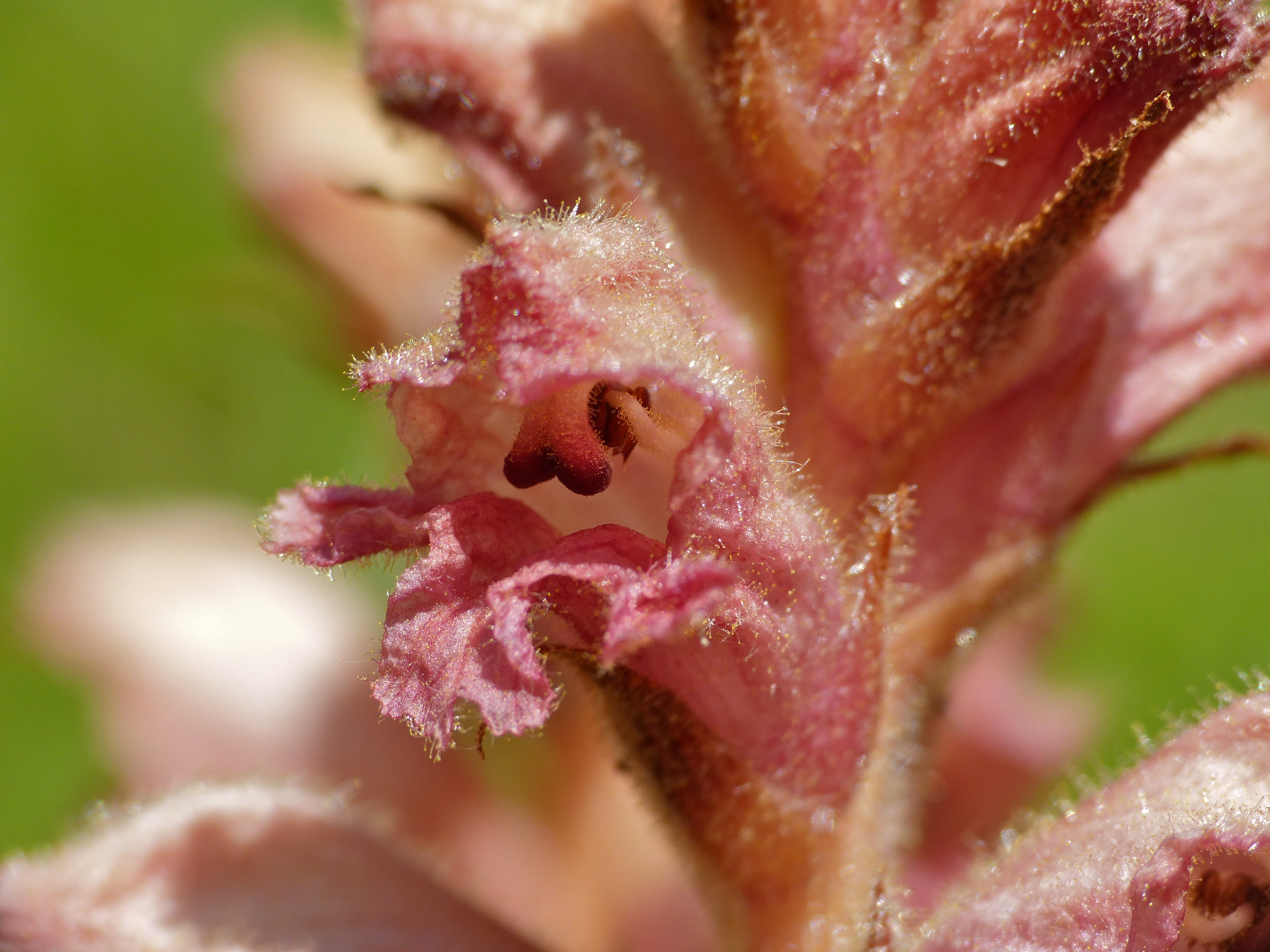
Il fiore
(Orobanche caryophyllacea)

Le piante di questa tribù sono alte mediamente da 1 a 5 dm. La forma biologica prevalente è terofita parassita (T par), ossia sono piante erbacee che differiscono dalle altre forme biologiche poiché, essendo annuali, superano la stagione avversa sotto forma di seme e sono munite di asse fiorale eretto e spesso privo di foglie. Sono presenti anche piante con forme biologiche perenni tipo geofite parassite (G par), sono piante provviste di gemme sotterranee e radici provviste di organi specifici per nutrirsi della linfa di altre piante. Inoltre non contengono clorofilla per cui nel secco si colorano di bruno. Tutte le piante di questo gruppo sono completamente parassite, vivono cioè solamente in funzione di un altro organismo; fa eccezione il genere Harveya le cui specie possono vivere anche autonomamente.

### Radici
Le radici sono fascicolate e si diramano da un bulbo o rizoma centrale. Nella parte finale sono provviste di austori succhianti che parassitano l'apparato radicale delle piante ospiti.

### Fusto
La parte aerea del fusto è eretta, sottile e ramificata o semplice; talvolta è dilatata alla base. La sezione del fusto in genere è cilindrica. La consistenza è carnosa o anche legnosa. La superficie è densamente pubescente (Hyobanche) o anche da ghiandolosa-pubescente a glabra (Harveya).

### Foglie
Le foglie sono scarse e ridotte a delle squame sessili o amplessicauli, spiralate ed hanno delle forme da ovoidi a lanceolate con apici ottusi e margini interi. In alcune specie sono embricate con colorazione da rossa a gialla (Boschniaka).

### Infiorescenza
Le infiorescenze sono a forma di spiga o racemo lineare allungato con fiori sessili (o brevemente pedicellati) ben distanziati oppure densamente raggruppati. I fiori sono da uno (o pochi) a molto. In Epifagus virginianus i fiori sono dimorfici. Le brattee dell'infiorescenza sono del tipo ovato; in alcuni casi sono aristate; sono colorate di rosso, violetto o purpureo.

### Fiori
I fiori sono ermafroditi, zigomorfi (del tipo bilabiato), tetrameri, ossia con quattro verticilli (calice – corolla - androceo – gineceo) e pentameri (la corolla è a 5 parti, mentre il calice anch'esso a 5 parti, ma spesso è ridotto a 3).
- Formula fiorale: per queste piante viene indicata la seguente formula fiorale:[4]

X, K (4/5), [C (2+3), A 2+2], G (2), (supero), capsula
- Calice: il calice è gamosepalo a 3 parti oppure a 5 parti (con denti o lobi finali). Il tubo ha delle forme da tubolari a campanulate o anche spatolate. In alcune specie il tubo è diviso nella parte inferiore fin dalla base; in altre specie è più o meno bilabiato. I margini dei lobi a volte si presentano lanosi. Possono essere presenti alcune bratteole calicine. La superficie è pubescente.
- Corolla: la corolla, di tipo personato, è simpetala e consiste in un tubo cilindrico o imbuto (a volte ristretto alla base o incurvato) terminante in un lembo bilabiato con 5 lobi totali eretto-patenti. A volte il tubo è molto dilatato nella parte superiore e/o verso le fauci; in alcune specie è cigliato; in altre l'interno è lanoso. Delle due labbra quello superiore è più o meno intero (a volte a forma di cappuccio), mentre quello inferiore può essere trilobato con lobi più o meno uguali fra di loro.  La superficie della corolla è pubescente per peli ghiandolosi oppure glabra. I colori variano dal giallo-bruno all'arancio-violetto fino al rosso; ma anche bianco o crema.
- Androceo: l'androceo possiede quattro stami didinami (due grandi e due piccoli), spesso sporgenti, ma a volte anche inclusi. I filamenti sono glabri o pelosi e sono inseriti più o meno alla base della corolla. Le antere, glabre o pubescenti, a forma oblunga, sono disposte trasversalmente e sono provviste di due logge (teche) più o meno uguali. In alcuni generi (Hyobanche, Harveya e Christisonia) una teca è sterile o ridotta, oppure in altri (Paraharveya e Aeginetia) gli stami sono ad una teca sola, altrimenti le teche sono mucronate. Le sacche polliniche hanno l'estremità inferiore a forma di freccia.[5]
- Gineceo: l'ovario è supero formato da due (o raramente tre) carpelli ed è uniloculare, raramente è biloculare con forme ovoidi. Le placente sono da due a quattro di tipo parietale, a volte unite al centro e portanti un numero molto elevato di ovuli. Nel caso i carpelli siano 3, allora le placente sono sei libere. Lo stilo è del tipo filiforme, a volte peltato; lo stigma è capitato o del tipo a 2 - 4 lobi (Boschniaka) ed è colorato di biancastro o più o meno azzurro-violetto o altri colori.

### Frutti
Il frutto è una capsula loculicida (bivalve o trivalve) carnosa a forma più o meno ovoidale. I semi, molti e minuti dalle dimensioni quasi microscopiche, contengono un embrione rudimentale indifferenziato e composto da poche cellule; sono colorati di nero.

## Riproduzione
- Impollinazione: l'impollinazione avviene tramite insetti (impollinazione entomogama).
- Riproduzione: la fecondazione avviene fondamentalmente tramite l'impollinazione dei fiori (vedi sopra).
- Dispersione: i semi cadendo a terra (dopo essere stati trasportati per alcuni metri dal vento – disseminazione anemocora) sono successivamente dispersi soprattutto da insetti tipo formiche (disseminazione mirmecoria).

## Biologia
Queste piante non contengono clorofilla per cui possiedono organi specifici per nutrirsi della linfa di altre piante. Le loro radici infatti sono provviste di uno o più austori connessi alle radici ospiti per ricavare sostanze nutritive. Inoltre il loro parassitismo è tale per cui anche i semi per germogliare hanno bisogno della presenza delle radici della pianta ospite; altrimenti le giovani piantine sono destinate ad una precoce degenerazione.
Alcuni generi sono specifici di particolari ospiti. Ad esempio le radici delle specie del genere Christisonia sono parassite delle Acanthaceae e dei bambù in generale. Mentre le Orobanche sono parassite delle radici di diverse famiglie delle dicotiledoni; le due specie di Xylanche sono parassite delle specie di Rhododendron; Epifagus virginianus è parassita di alberi (specialmente del genere Fagus).

## Distribuzione e habitat
Le specie di questa tribù sono distribuite in Europa, Asia settentrionale e Nord America, con la maggiore diversità di specie in Europa. L'habitat tipico è quello temperato anche a quote medio-alte.

## Tassonomia
La famiglia di appartenenza della tribù (Orobanchaceae) comprende soprattutto piante erbacee perenni e annuali semiparassite (ossia contengono ancora clorofilla a parte qualche genere completamente parassita) con uno o più austori connessi alle radici ospiti. È una famiglia abbastanza numerosa con circa 60 - 90 generi e oltre 1700 - 2000 specie (il numero dei generi e delle specie dipende dai vari metodi di classificazione) distribuiti in tutti i continenti. La tribù Orobancheae è una delle 10 tribù nella quale è divisa la famiglia.

### Filogenesi

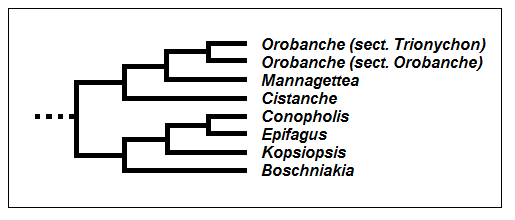
Cladogramma della tribù

La classificazione tassonomica della tribù è in via di definizione in quanto fino a poco tempo fa quasi tutti i suoi generi appartenevano alla famiglia delle Scrophulariaceae (secondo la classificazione ormai classica di Cronquist), mentre ora con i nuovi sistemi di classificazione filogenetica (classificazione APG) sono stati assegnati alla famiglia delle Orobanchaceae; anche i livelli superiori sono cambiati (vedi box tassonomico in alto a destra).
Secondo una recente ricerca di tipo filogenetico la famiglia Orobanchaceae è composta da 6 cladi principali nidificati uno all'interno dell'altro. La tribù Orobancheae occupa il terzo clade con una posizione abbastanza interna alla famiglia. Il core del gruppo è formato soprattutto dal genere Orobanche. La tribù come è circoscritta dalle ultime ricerche potrebbe risultare monofiletica (compreso il genere Conopholis), ma diversi studi devono ancora essere completati.
Il cladogramma a lato, tratto dallo studio citato e semplificato, mostra l'attuale (2016) conoscenza filogenetica di alcuni generi della tribù.

### Variabilità
La classificazione all'interno della tribù è problematica in quanto le varie specie differiscono una dall'altra per piccoli caratteri come la ramosità, la forma delle foglie-squame, ma soprattutto nella forma del calice-corolla e per i vari colori delle parti floreali che presto tendono al bruno appena la pianta "entra" nel secco. Molte specie hanno una grande specificità dell'apparato radicale per cui una certa distinzione è possibile tramite l'individuazione della pianta parassitata.

### Elenco dei generi della tribù
La tribù comprende 15 generi e circa 260 specie.
| Genere                                    | Numero specie                                                 | Distribuzione                                                    |
| ----------------------------------------- | ------------------------------------------------------------- | ---------------------------------------------------------------- |
| Aeginetia L., 1753                        | 3 - 4                                                         | Indomalesia                                                      |
| Boschniakia CA Mey. ex Bong., 1833        | 4                                                             | dall'Himalaya a Taiwan, Giappone, Asia (artica), Alaska e Canada |
| Christisonia Gardner, 1847                | 17                                                            | Indomalesia e Cina                                               |
| Cistanche Hoffmans & Link, 1809           | 15 - 16                                                       | Areale mediterraneo, Africa (nord) e Cina (occidentale)          |
| Epifagus Nutt., 1818                      | Una specie: Epifagus virginianus (L.) Bart.                   | America (nord)                                                   |
| Gleadovia Gamble & Prain, 1901            | 6                                                             | Dall'Himalaya alla Cina                                          |
| Harveya Hook., 1837                       | 40                                                            | Madagascar e Africa (tropicale e del sud)                        |
| Hyobanche L, 1771                         | 7                                                             | Sudafrica                                                        |
| Mannagettaea Harry Sm., 1933              | 3                                                             | Dalla Cina alla Siberia                                          |
| Orobanche L., 1.753                       | 150 circa                                                     | Emisfero settentrionale                                          |
| Paraharveya Eb. Fischer & Siedentop, 2004 | Una specie: Paraharveya alba (Hepper) Eb. Fischer & Siedentop | Africa (centrale e orientale)                                    |
| Phacellanthus Siebold & Zucc., 1846       | Una specie: Phacellanthus tubiflorus Siebold & Zucc.          | Asia (orientale) e Giappone                                      |
| Phelyaea L., 1758                         | 4                                                             | Dal Mediterraneo all'Iran                                        |
| Platypholis Maxim., 1886                  | Una specie: Platypholis boninsimae Maxim.                     | Giappone                                                         |
| Xylanche Beck, 1839                       | 2                                                             | Dall'Himalaya a Taiwan                                           |

Altri studi propongono 12 generi. Attualmente in Orobanche sono comprese le specie di Aphyllon, Myzorrhiza e Phelipanche; mentre in Boschniakia alcuni Autori comprendono Xylanche Beck e Kopsiopsis  (Beck) Beck, 1930. Diphelypaea (L.) Nicolson è considerato sinonimo di Phelyaea e Necranthus Gilli un sinonimo di Orobanche. Il genere Conopholis Wallr. (descritto all'interno della tribù Rhinantheae) in base ad alcune ricerche sembra appartenere allo stesso clade di Boschniakia e Epifagus.

### Sinonimi
L'entità di questa voce ha avuto nel tempo diverse nomenclature. L'elenco seguente indica alcuni tra i sinonimi più frequenti:
- Aeginetiaceae Livera, 1927
- Hyobanchaceae Benth., 1876
- Phelypaeaceae Horaninow, 1834

## Alcune specie

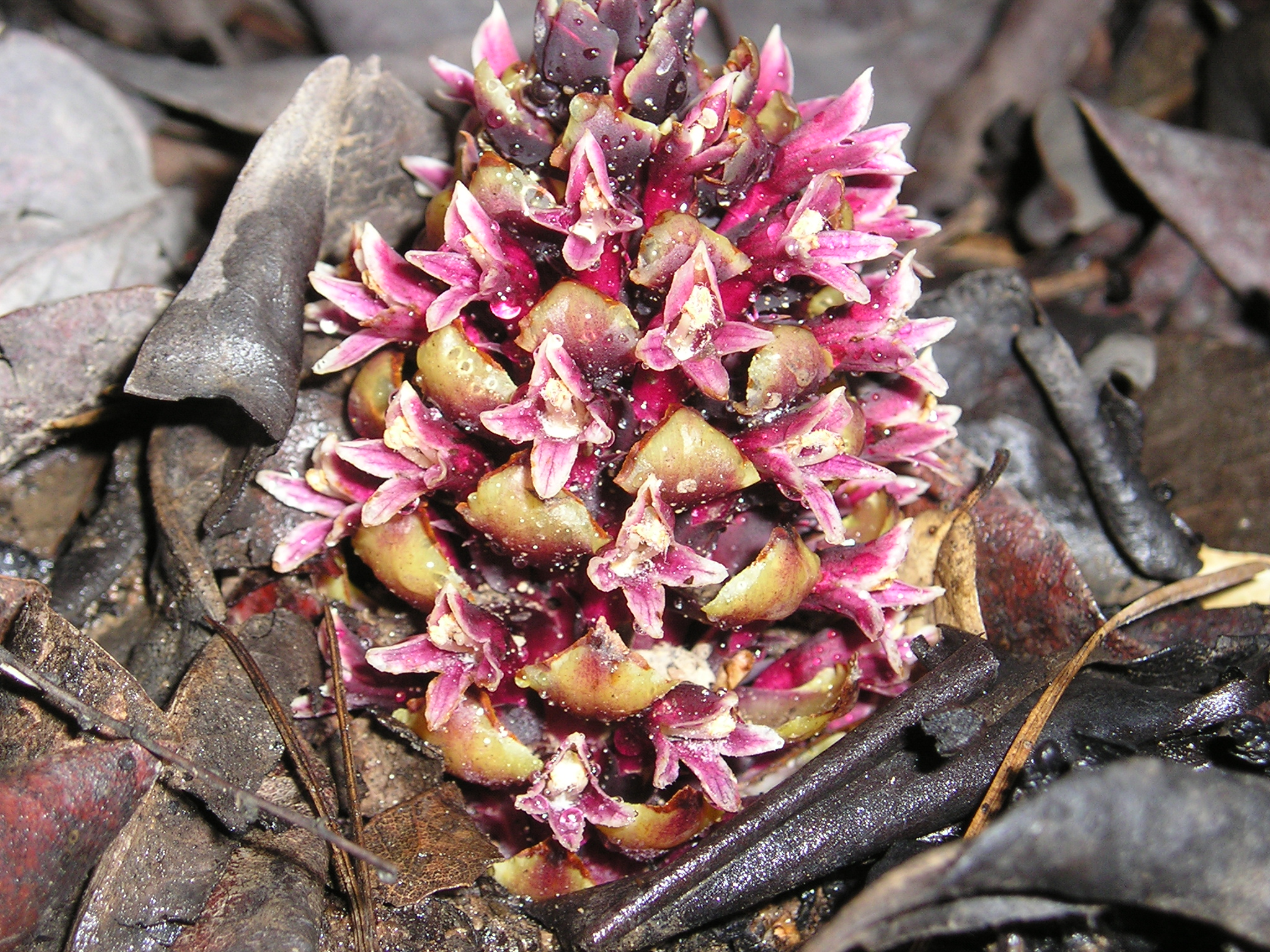
Boschniakia strobilacea
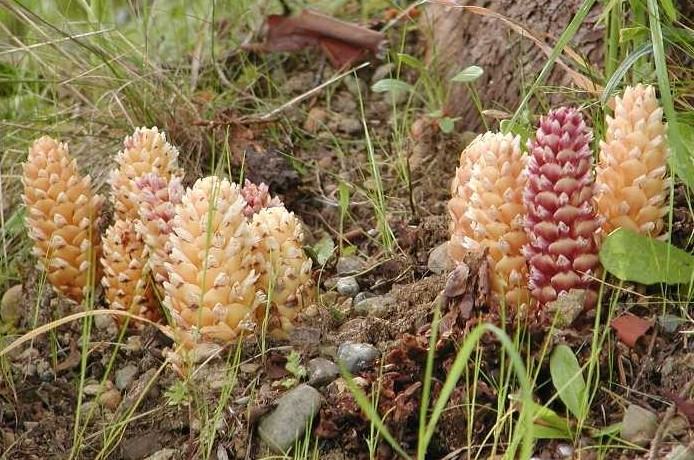
Boschniakia hookeri
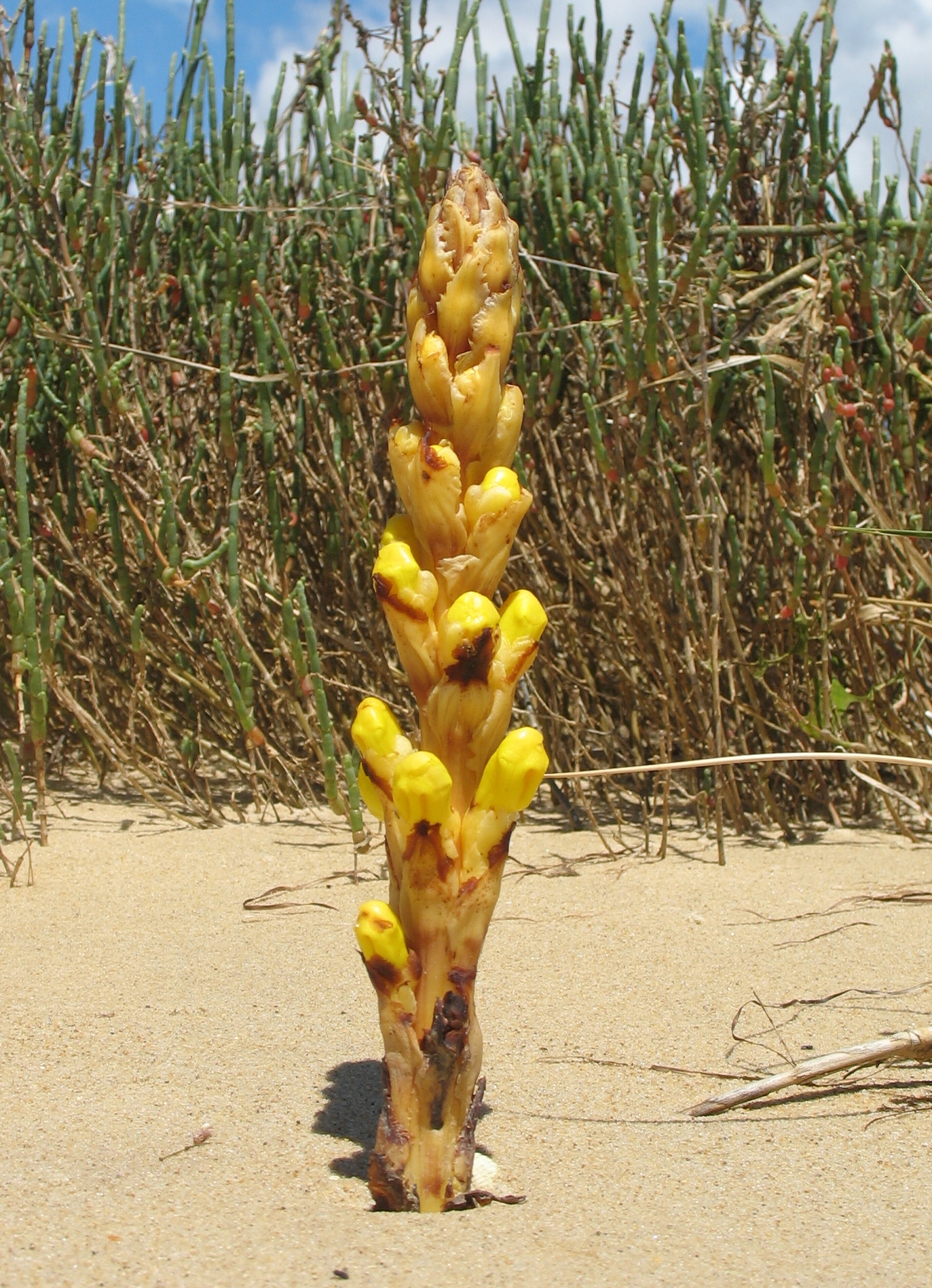
Cistanche phelypaea
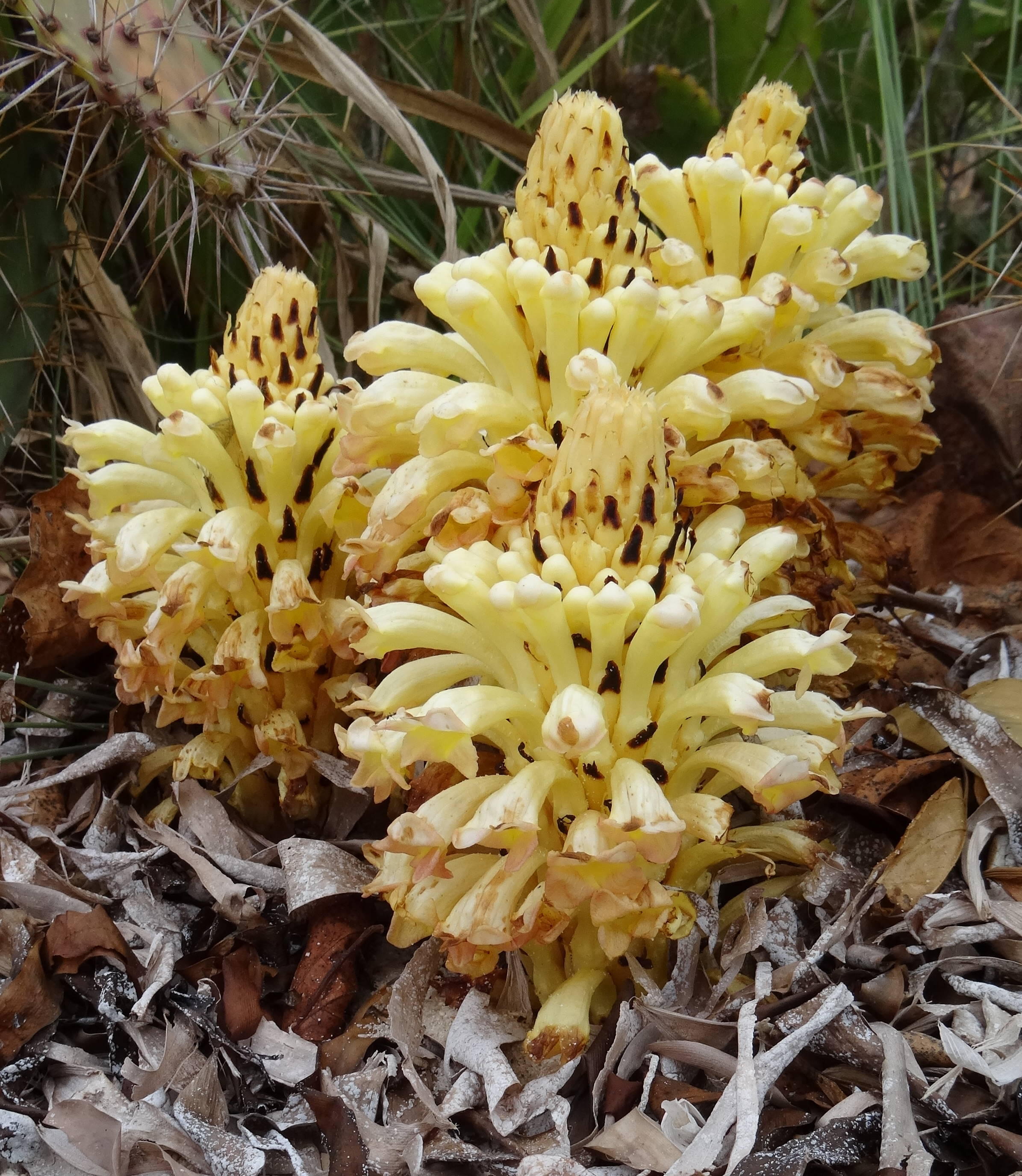
Cistanche tubulosa
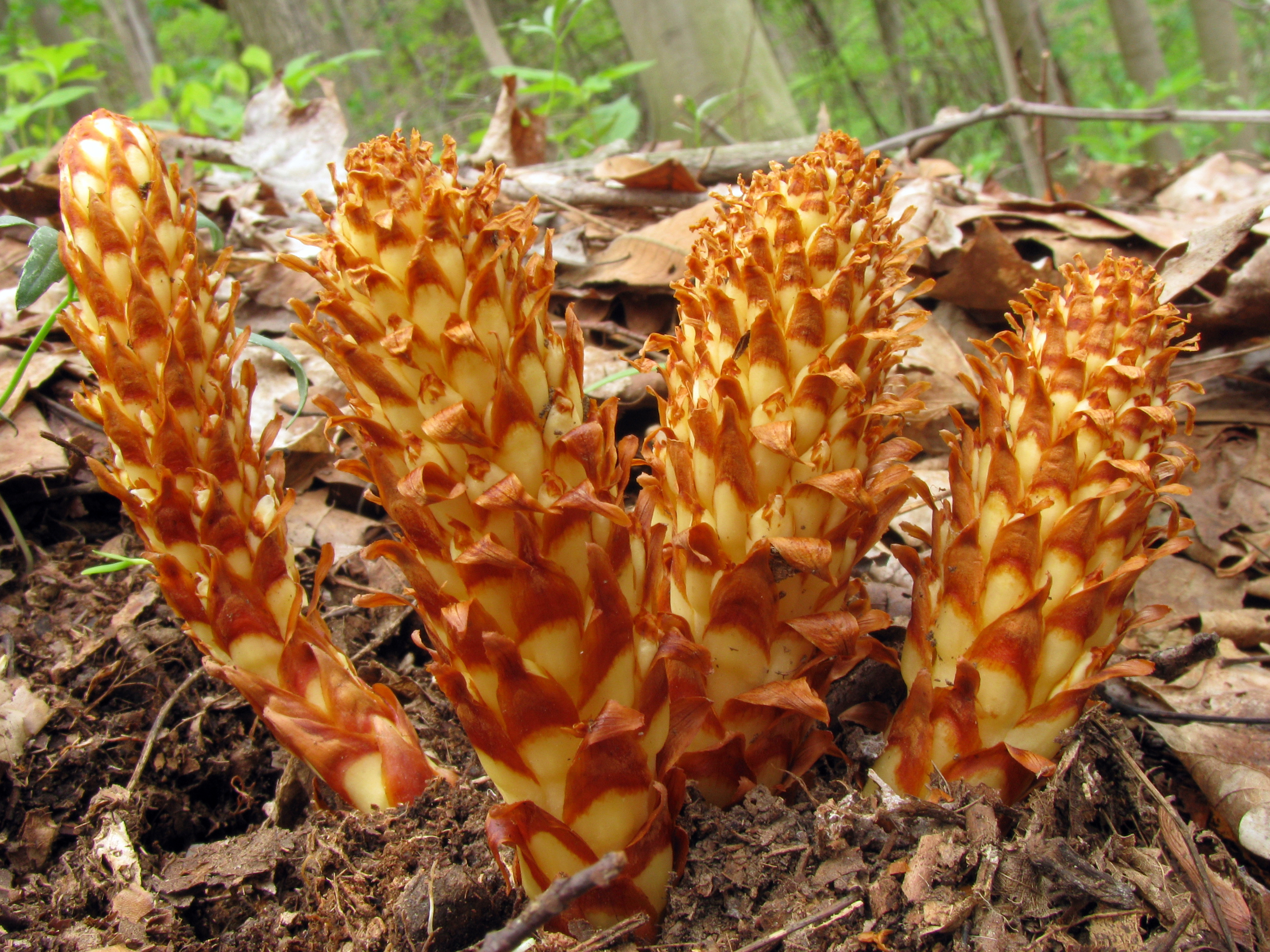
Conopholis americana
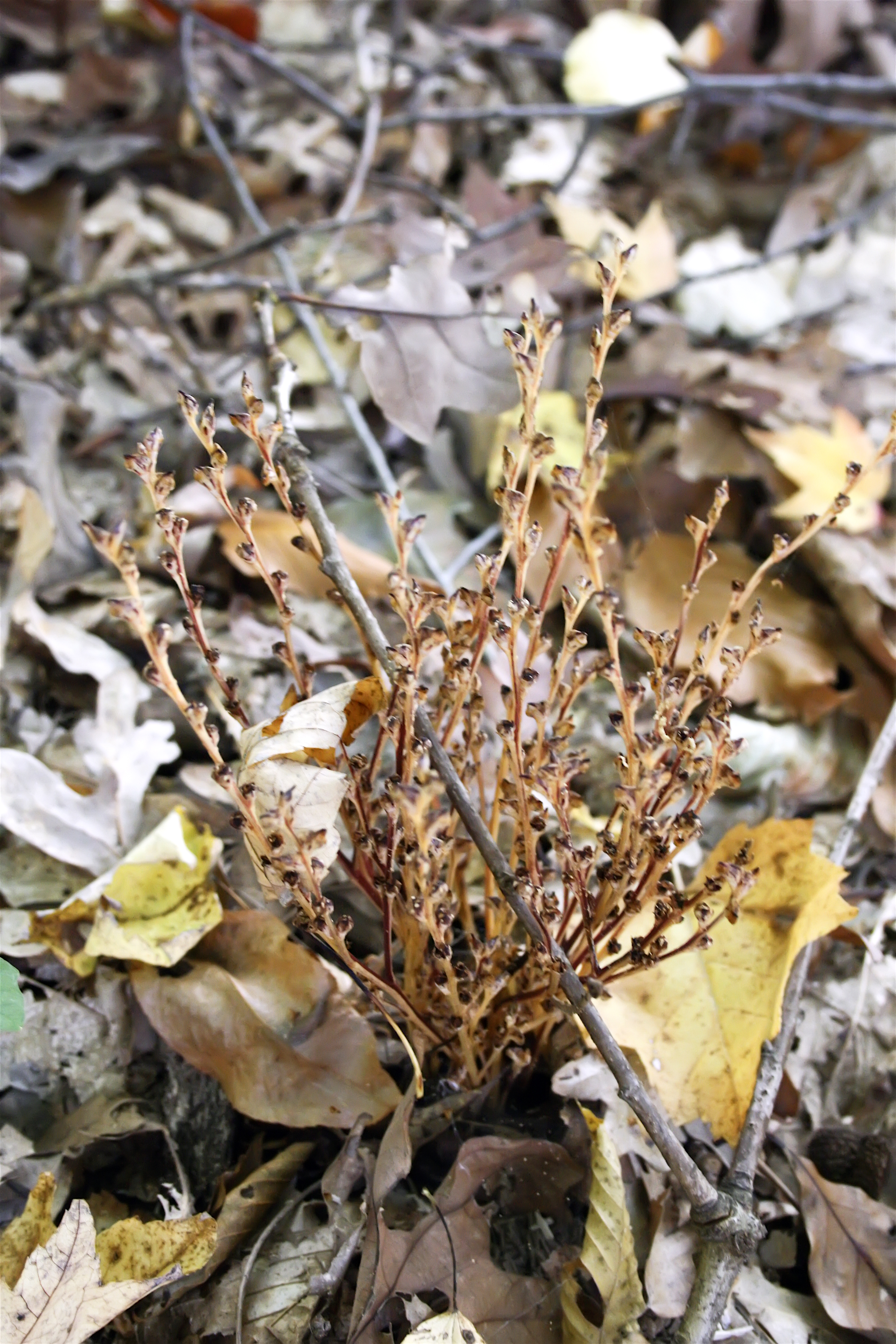
Epifagus virginiana
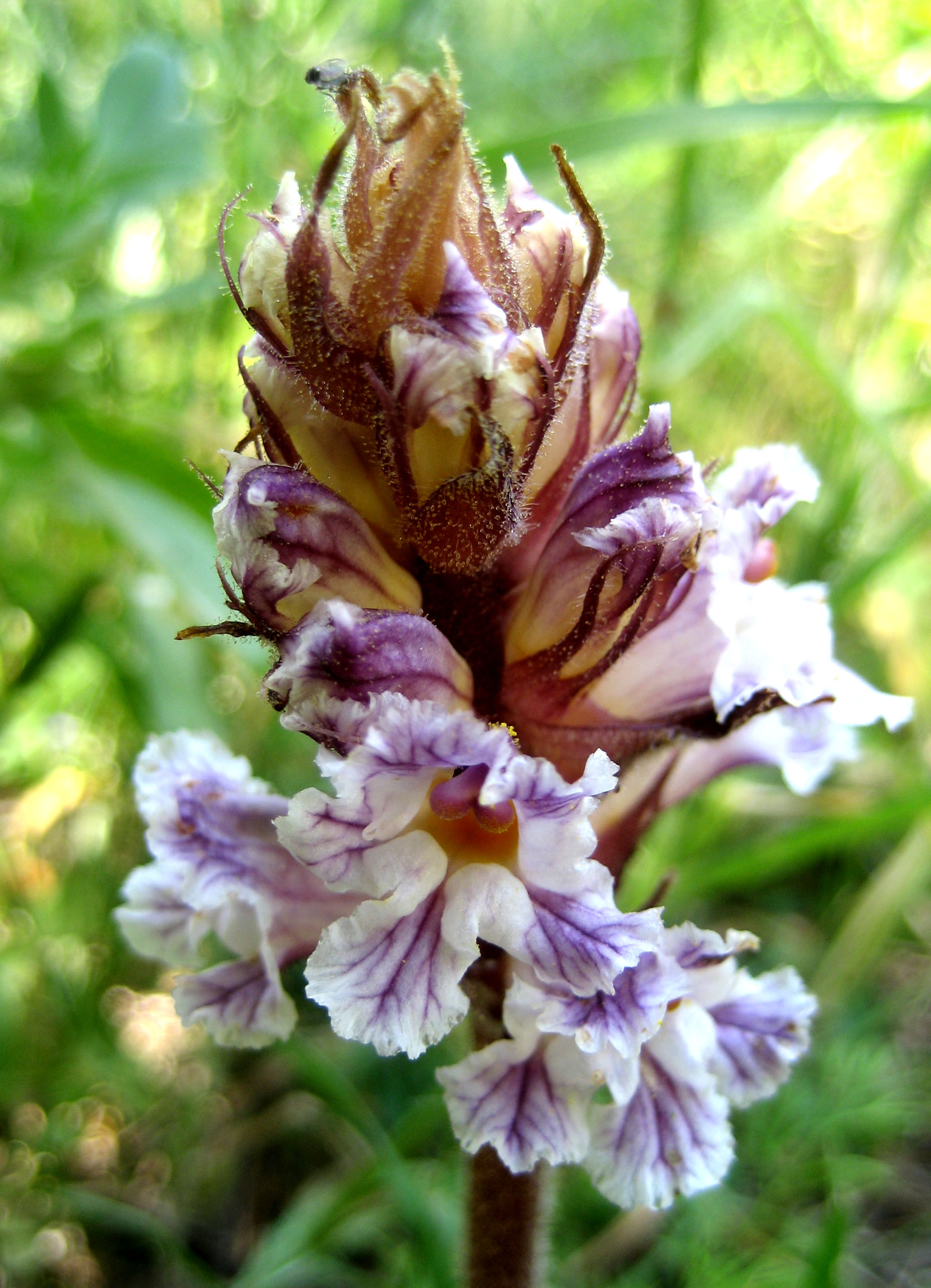
Orobanche crenata
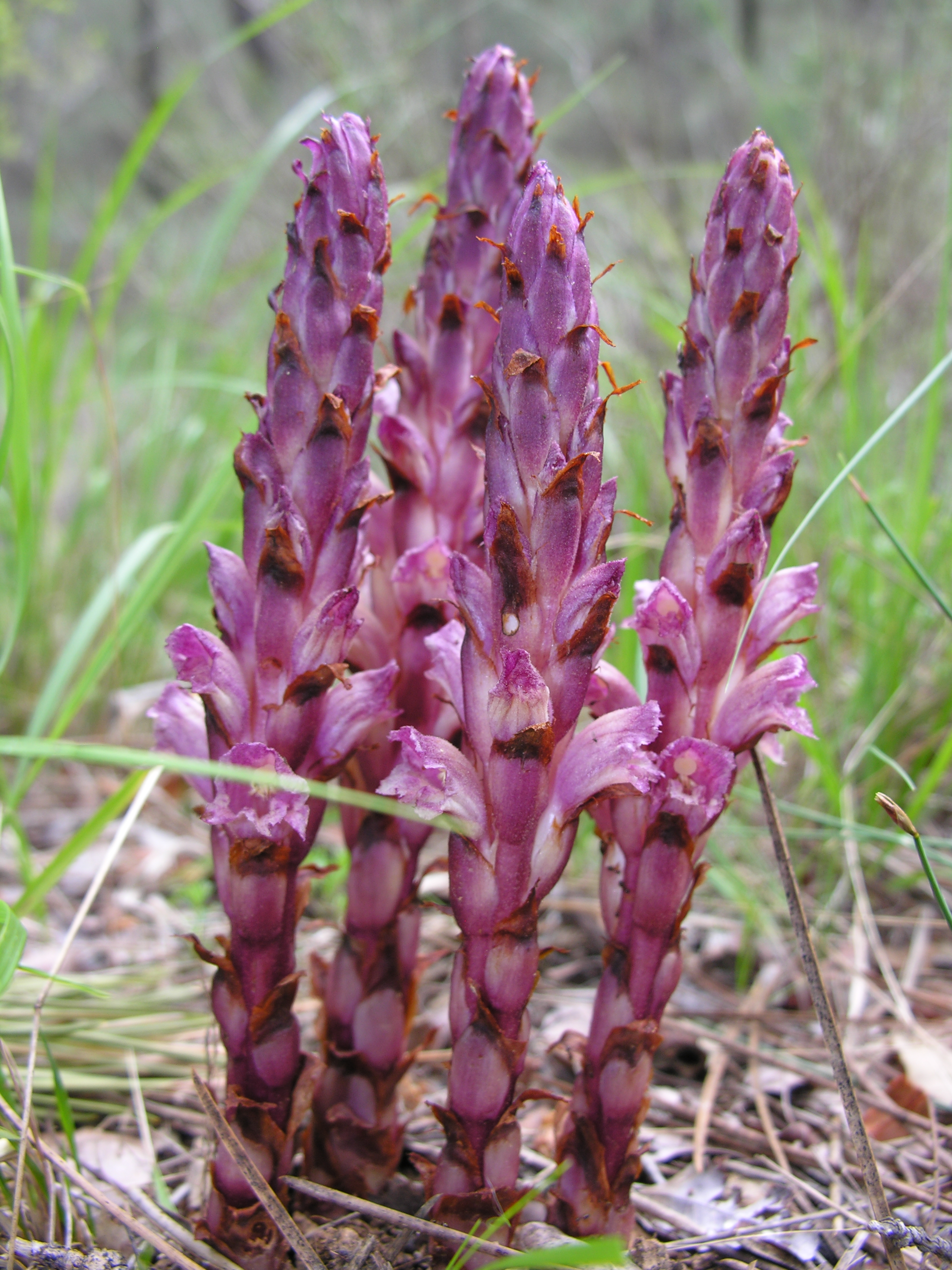
Orobanche haenseleri